# Papa-figo
Papa figo é uma figura lendária do folclore brasileiro, conhecida principalmente em Pernambuco, Bahia e na Paraíba.
Há relatos que ele se parece com uma pessoa normal, ou mesmo um homem já idoso, barbudo, corcunda e maltrapilho; para outros, teria unhas de ave de rapina, olhos amarelados, um sorriso macabro e orelhas e dentes de vampiro.
Ele caminhava de noite à procura de crianças desobedientes para atraí-las até sua casa que enfim matá-las para chupar-lhes o sangue e comer-lhes o fígado (daí o nome, corruptela de papa-fígado). Isso porque ele sofria de uma doença rara, que lhe dava uma aparência assustadora o que explicaria suas deformidades, e acreditava que sangue e fígado de crianças o curariam. 
Na época em que surgiu a lenda do Papa-figo, início do século XX, muitas pessoas morriam de hanseníase, o que levou as pessoas associarem ao papa-figo, outros relatos dão conta de que pessoas acometidas do mal de Chagas eram confundidas com ele, por causa do inchaço em algumas partes do corpo e no fígado, e talvez daí venha a lenda.
Inspirado nesse personagem folclórico, foi lançado em 2008 o filme “Papa-Figo” dirigido por Menelau Júnior. O longa metragem tem como enredo a história de um serial killer que remove o fígado de suas vítimas.